# Église Sainte-Croix d'Ivry-Port
L'église Sainte-Croix d'Ivry-Port est une église catholique de la commune d'Ivry-sur-Seine (Val-de-Marne). Cette église de style contemporain fut construite de 2001 à 2004 dans le cadre de l'Œuvre des Chantiers du Cardinal et consacrée en 2005 pour remplacer l'église détruite par un incendie accidentel le 21 août 2000. L'église Sainte-Croix est l'église paroissiale du quartier d'Ivry-Port, ancien quartier industriel qui se déploie le long de la Seine à l'Est de la commune d'Ivry sur Seine.
Cette église rend notamment hommage à Madeleine Delbrêl, personnalité chrétienne qui a vécu à Ivry de 1904 à 1964 et qui s'est investie auprès des plus pauvres. Dans les années 1930, elle a travaillé aux côtés de la municipalité communiste pour secourir les chômeurs.

## Historique

### Chapelle provisoire et première église (1908-1944)
En 1908, l'archevêque de Paris, François-Marie-Benjamin Richard, achète 6 000 m2 dans l'actuelle rue Jean-Jacques Rousseau à proximité de l'église actuelle. Il y nomme un prêtre, l'abbé Gonterot. Une chapelle provisoire est construite en quelques semaines.
Le 26 avril 1910 est créée la paroisse Sainte Croix d'Ivry-Port et l'abbé Gonterot en est nommé curé. En 1912, une église en dur est construite, rue Jean-Jacques Rousseau.
En 1933, la paroisse est confiée aux pères de Tinchebray. En 1900, cette congrégation des prêtres de Sainte Marie de Tinchebray avait émigré au Canada après l'adoption des lois sur la laïcité et les congrégations religieuses. En 1933, ils décident de se réimplanter en France ; l'archevêque de Paris leur confie la paroisse Sainte Croix d'Ivry-Port. Ils ont créé et suivi l'école, tenue par les religieuses de la Providence de Saint Brieuc, arrivées avec eux à Ivry-Port. 

### Église provisoire (1936-2000)
En 1936, les Pères de Tinchebray ont préparé la construction d'une nouvelle église en achetant un ancien garage qui devait servir d'église provisoire durant les travaux de celle rue Jean-Jacques Rousseau. En 1939, tout juste lui avait-on ajouté une grande voûte de chêne en forme de coque de bateau. Ils ont aménagé cette église provisoire puis l'ont réparée après les bombardements de 1944.
Après la guerre, on entreprit plusieurs aménagements pour donner au garage l’aspect d’une église plus avenante.
En 1966, le diocèse de Créteil est créé. La paroisse d'Ivry-Port ne dépend plus de l'archevêché de Paris. 
En 2000, le diocèse de Créteil décide des travaux de réfection de la toiture qui débutent le 21 août 2000 à 9 h mais un incendie se déclare. À 14 h l'église est entièrement détruite par cet incendie accidentel.

### Église actuelle (2005-aujourd'hui)
En 2001, il est décidé de construire une nouvelle église et le chantier débute. Le coût du chantier est supporté pour un tiers par le remboursement des assurances et le reste par l'Œuvre des Chantiers du Cardinal.
Le 15 mai 2004 est posée et bénie la première prière de la nouvelle église par Mgr Daniel Labille, évêque de Créteil.
Les 17 et 18 septembre 2005, la nouvelle église est consacrée et inaugurée par Mgr Labille, en présence de Pierre Gosnat le maire communiste d’Ivry.

## Description

### Extérieur
Le nouveau lieu de culte est l'œuvre des architectes Jean-Pol Hindre et Jean-Claude Riguet. D'architecture contemporaine, le bâtiment en quart de cercle a été implanté sur un terrain triangulaire. L'église ne s'ouvre pas directement sur la rue.
Le bâtiment est en béton, en pierre et en briques, des matériaux très présents dans la ville. Le bâtiment marque le paysage urbain par des formes rondes et la couleur blanche des plaques de pierre qui le recouvre.
Le bâtiments possède également un parvis couvert, un oratoire recouvert d'un dôme et des jardins.

#### Clocher[2]
Selon le souhait des habitants du quartier, l’église devait marquer sa présence par un signal de 15 mètres de haut supportant une croix en fer en U de qualité industrielle 7 mètres dont trois mètres dépasse du clocher. Elle est orientée vers l'Orient.  
À l'initiative du maire de l'époque, Pierre Gosnat, trois cloches furent offertes par des entreprises récemment implantées dans le quartier d’Ivry-Port (B3M, Mannespiece et Issylec). Les cloches sont disposées le long de ce signal, le transformant en un véritable clocher. 
Les trois cloches, de bas en haut :
- Cloche Marie et Madeleine (270 kg - note : si). Elle porte les noms de la Vierge Marie et de Madeleine Delbrêl, assistante sociale qui vécut à Ivry de 1904 à 1964.
- Cloche Christine et Guitemie (150 kg - note : ré dièse). Elle porte les noms de Christine de Boismarnin et Marguerite Galmiche dite « Guitemie », qui étaient les deux fidèles compagnes de Madeleine Delbrêl.
- Cloche Jeanne et Monique (85 kg - note : fa dièse). Elle porte les noms de sœur Jeanne qui était la cuisinière de l’école paroissiale et résistante durant la Seconde Guerre mondiale et de Monique Maunoury (1915-1975) qui était la petite-fille du maréchal Maunoury, qui passa sa vie à travailler en usine à Ivry, partageant la vie des enfants déshérités, sur un terrain du Plateau, là où se trouve aujourd’hui un foyer d’accueil pour SDF d'Emmaüs Solidarité.

### Intérieur

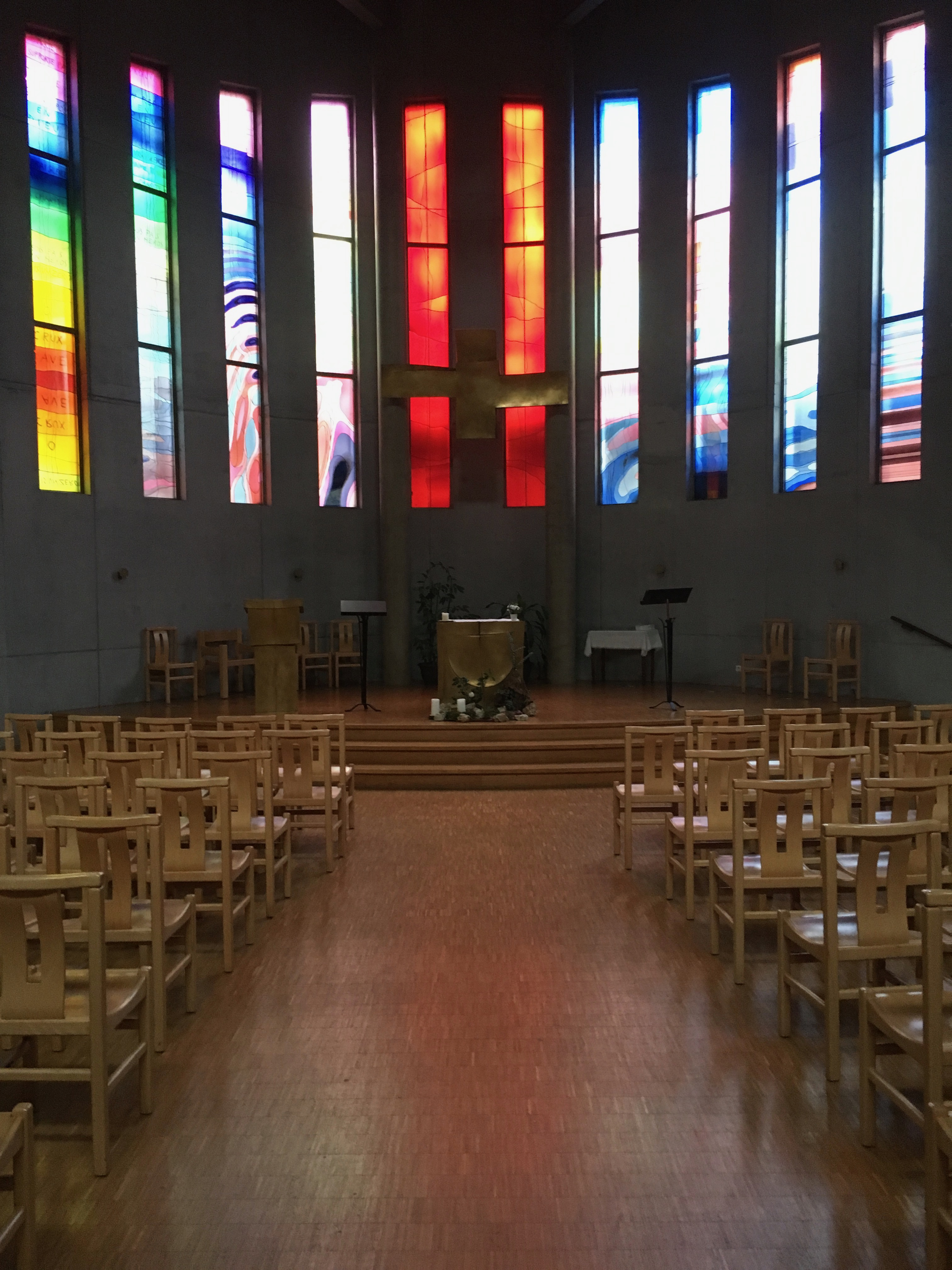
Nef et vitraux de l'église.

L'église est à nef unique au sein de laquelle aucun pilier n'arrête le regard. 
Elle comporte trois salles polyvalentes qui peuvent venir agrandir l'espace de la nef grâce à des cloisons coulissantes. Ainsi l'église peut accueillir 150 personnes en temps habituel et jusqu'à 450 personnes pour les évènements importants avec l'adjonction à la nef de ces trois salles polyvalentes.

#### Vitraux
Les vitraux, réalisés par les Ateliers Duchemin, ont été conçus et créés par Anne et Patrick Poirier, deux artistes qui ont travaillé 32 ans dans leur atelier du 32 rue Lénine. Les deux bandes verticales centrales, rouge vif, symbolisent à la fois le sang du Christ, mais aussi le sang versé par les Ivryens dans les guerres, les conflits et les luttes, le combat contre l’Occupant. De part et d’autre, des bandes verticales dans des camaïeux de bleu et de rose, tout en ondulations, rappellent que l'on est là à deux pas de la Seine, de l’eau et d’un port. Des pensées de Madeleine Delbrêl, extraites de son recueil Alcide, sont gravées sur certains vitraux.
Les vitraux sont insérés entre des doubles vitrages. Par ailleurs, les différents éléments de verre des vitraux ne sont pas assemblés avec du plomb, mais avec du laiton ; le laiton étant plus fin que le plomb, on y gagne en luminosité.

#### Mobilier
L’autel, l'ambon, la croix du chœur et le tabernacle, en métal doré, sont l’œuvre du sculpteur Jacques Dieudonné, artiste et diacre permanent. À l’avant de l’autel, le trait épuré symbolise un bateau ainsi qu’une ancre. Un grand crucifix en laiton avec patine dorée, du même artiste, est situé au-dessus de l’autel au centre des vitraux, il est ici plus large que haut. L’artiste a mis l’accent sur l’ouverture des bras du Christ sur la croix qui signifie l’accueil. Jacques Dieudonné a aussi réalisé dans le même métal l'ambon situé dans le chœur ainsi que le tabernacle situé dans la chapelle latérale. Les douze croix fendues du chemin de croix qui ponctue la nef sont une création de Marie-Pierre Étienney.

#### L'oratoire ou chapelle latérale[2]
Sur la droite de la nef se situe un petit oratoire qui a été conçu comme un espace de recueillement indépendant et surmonté d'un dôme recouvert à l'extérieur d'une couverture de zinc. Il renferme le tabernacle de l'église Sainte-Croix d'Ivry -Port. 
Il est décoré de trois vitraux qui sont des mêmes auteurs que ceux de l'église. Un donateur a laissé un legs à l'association diocésaine pour réaliser las vitraux de l'église Sainte-Croix sous réserve qu'il y ait un vitrail dédié à sainte Jeanne d'Arc. Dans l'oratoire, nous pouvons voir trois vitraux réalisés à partir de photographies:
- un vitrail dédié à sainte Jeanne d'Arc (Photo de Thérèse de Lisieux costumée en Jean d'Arc).
- un vitrail dédié à sainte Thérèse de Lisieux.
- un vitrail dédié à Madeleine Delbrêl.

Il possède sa propre entrée qui peut rester ouverte en permanence sur l'extérieur.

#### Orgue
L'imposant orgue a été offert par la congrégation religieuse des Petites Sœurs de l'Assomption.
L'orgue construit en 1908, était autrefois à la chapelle des Petites Sœurs de l'Assomption, rue Violet à Paris. Les petites sœurs ont décidé d'offrir l'orgue à la paroisse en 2002. Le démontage, le stockage et le retour de l'instrument ont été possibles grâce au concours du service culturel de la ville d'Ivry.
L'orgue date du début du XXe siècle. Il a été construit par un facteur d'orgue aujourd'hui disparu, Joseph Gutschenritter des ateliers J. Merklin & Cie. Il dispose de deux claviers : un grand orgue (8 jeux) et un récit (8 jeux) et d'un pédalier (3 jeux dont une sous-basse pour renforcer et souligner les accords).

### Curiosités

#### Les fonts baptismaux
La cuve des fonts baptismaux est une marmite et son support destinée à la fabrication des tourons provenant d’une chocolaterie d’Ivry et datant du début du XXe siècle. Récupérée au lendemain de la Seconde Guerre mondiale par Madeleine Delbrêl, elle servit pour des réfugiés espagnols, qui y préparèrent des tourons qu’ils allaient ensuite vendre afin de procurer quelques revenus aux associations de réfugiés espagnols.
Au cours des fêtes du centenaire de Madeleine Delbrêl, en 2004, la commission d'art sacré du diocèse du Val-de-Marne récupéra la cuve et son support et, après restauration, l'installa comme fonts baptismaux dans l'église Sainte-Croix.

#### Statue de Notre-Dame de Fatima
Dans un coin de l’église se trouve une statue en bois de la Vierge de Fatima. La statue de bois, avec la poutre de chêne qui la supporte et le vase déposé à ses pieds sont les seuls objets découverts intacts après l’incendie du 21 août 2000. Le capitaine des pompiers d'Ivry a découvert dans un local la statue qui avait échappé aux flammes et s'était empressé de la mettre à l'abri en déclarant, avec humour : « la Vierge n'a pas eu besoin de nous mais s'est sauvée toute seule », relate André Giroux, curé de Sainte-Croix à l'époque.

#### La première pierre de l'église
La première pierre de l’église fut posée le 15 mai 2004 par Daniel Labille, évêque de Créteil. Elle provient de la margelle du puits de la maison de Madeleine Delbrêl. Cette première pierre a été scellée dans le premier panneau de béton posé, et elle contient un manuscrit calligraphié par les Sœurs Annonciades de Thiais.

#### Reliques de Madame Acarie
L'autel contient quelques reliques de Madame Acarie (1566-1618), fondatrice du Carmel de France, qui créa un véritable « service social pour les déshérités de Paris et ceux d’Ivry » où la famille avait sa résidence d’été qui se trouvait à l’emplacement du château construit plus tard en 1692. En 1598, Madame Acarie se cassa le col du fémur en descendant l’escalier de l’église Saint-Pierre-Saint-Paul d’Ivry, et demeura infirme.

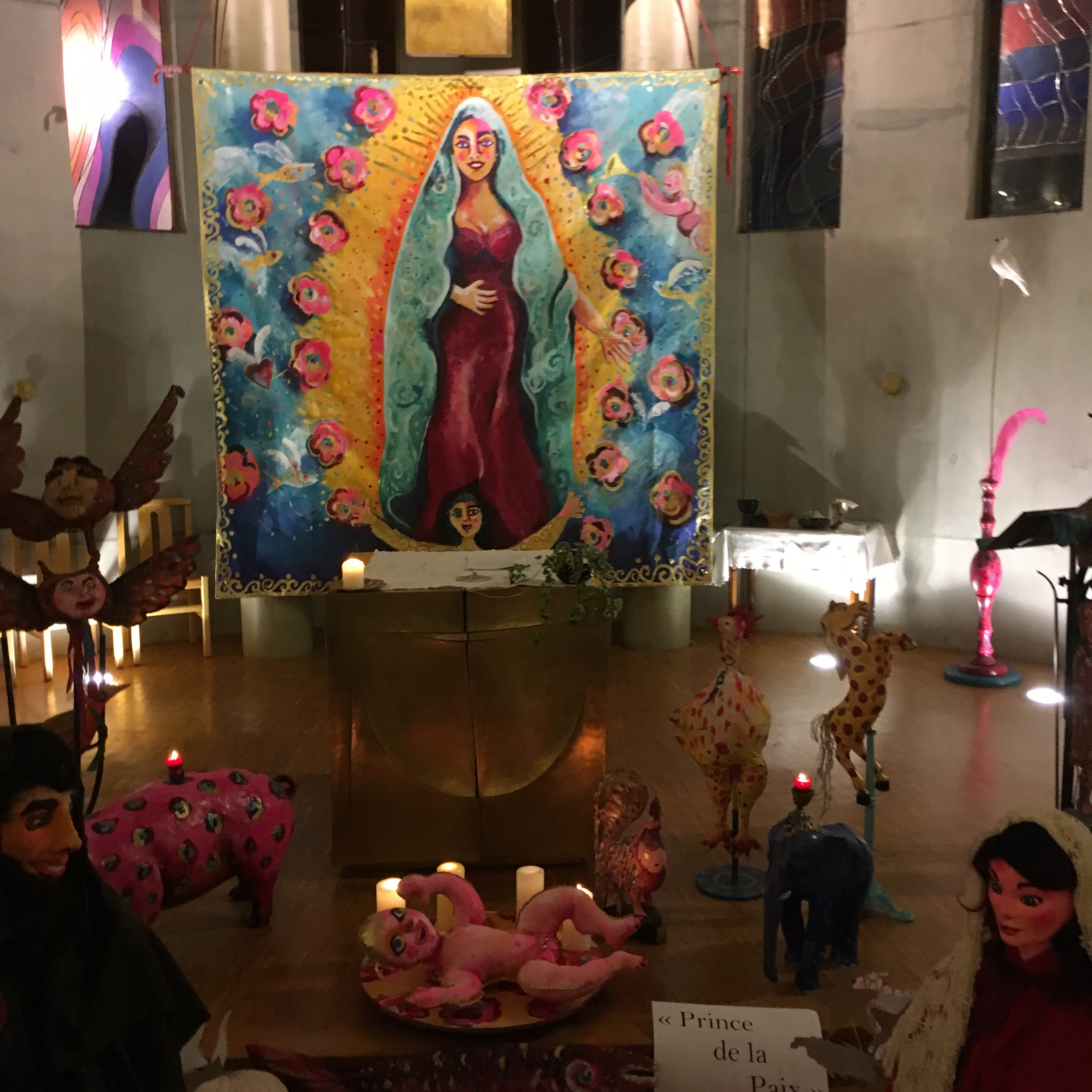
Installation 2016.

## Évènements et culture

### 2016
Pour les fêtes de Noël 2016, la paroisse, dont le curé Dominique Rameau est responsable de la diaconie des roms, ainsi que le collectif de soutien aux familles Roms d'Ivry-sur-Seine et l'association Spérentza organise un Noël Solidaire pour les enfants, notamment roms, vivant dans des bidonvilles, des campements, des squats, à l'hôtel ou dans la rue. 
À cette occasion, les plasticiens Éric Brossier et Linda Hede, qui s'inspirent des arts populaires, forains et de la rue, ont offert et installé une crèche monumentale et inédite dans le chœur de l'église.

## Accès
Le site est desservi par la ligne C de RER à la gare d'Ivry-sur-Seine.